# David Ausubel
David Paul Ausubel (25. října 1918 New York – 9. července 2008 New York) byl americký psycholog. Významně přispěl v oblasti pedagogické psychologie, kognitivní psychologie a výuky přírodovědného vzdělávání.

## Život
Narodil se 25. října 1918 a vyrostl v Brooklynu v New Yorku. Byl synovcem židovského historika Nathana Ausubela.

## Vzdělání
V roce 1939 dokončil Pensylvánskou univerzitu, kde získal bakalářský titul z psychologie. Následně v roce 1943 absolvoval lékařskou fakultu na Middlesex univerzitě. Zde se účastnil stáže v nemocnici Gouverneour v New Yorku. Po vojenské službě získal v roce 1950 titul MA. a Ph.D. z vývojové psychologie na Kolumbijské univerzitě. Učil na několika školách.

### Psychiatr
Od roku 1973 se Ausubel věnoval psychiatrické praxi. V tomto období vydal mnoho knih i článků v psychiatrických a psychologických časopisech. V roce 1976 získal cenu Thorndike Award od Americké psychologické asociace za „Významné psychologické přispění v oblasti vzdělání“.

### Spisovatel
V roce 1994, ve věku 75 let, se Ausubel začal věnovat psaní na plný úvazek. Vydal celkem čtyři knihy:
- Ego development and Psychopathology (1996),
- The Acquisition and Retention of Knowledge (2000),
- Theory and Problems of Adolescent Development (2002)
- Death and the Human Condition (2002)

Zemřel 9. července 2008.

## Asimilační teorie učení
Ausubel byl ovlivněn myšlenkami Jeana Piageta. Především se soustředil na způsob vysvětlení, jak lidé získávají vědomosti. Ve svojí teorii se zaměřuje na asimilaci nových pojmů a vztahů do již existujících struktur v našem myšlení.

### Smysluplné učení a memorování
V rámci svojí teorie dělí Ausubel učení na smysluplné a memorování. Smysluplné učení je založené na metodě, kdy student pomocí vhodně vybraného materiálu přiřadí nové informace k těm, které již zná. Díky tomu se usnadní proces zapamatování a navíc dojde k hlubšímu pochopení souvislostí. Tento styl učení by měl být upřednostňován na vyšším stupni vzdělání. Na principu smysluplného učení fungují pojmové mapy.
Memorování nebo také učení se nazpaměť je naopak založené na opakování nesouvisejících pojmů a vztahů. Poznání je pouze povrchové bez hlubšího pochopení souvislostí.